# سیارک ۱۵۴۶۷
سیارک ۱۵۴۶۷ (به انگلیسی: 15467 Aflorsch، نامگذاری:1999AN24) پانزده هزار و چهارصد و شصت و هفتمین سیارک کشف شده‌است که در ۱۵ ژانویه ۱۹۹۹ کشف شد.
قدر مطلق سیارک برابر ۲۶.۹ است.